# R-Style
R-Style («Эр-Стайл») —  группа компаний, объединявшая в себе компании по заказной разработке программного обеспечения (E-Style Software House), разработке прикладного программного обеспечения для банков и страховых компаний (R-Style Softlab), производству компьютерной техники (R-Style Computers) и учебный центр R-Style. Группа компаний основана в 1991 году, и была ликвидирована в 2015 году.
В рамках направления системной интеграции (подразделение «Компания R-Style») оказывала услуги по ИТ-консалтингу, внедрению ERP- и CRM-систем, обучению, сопровождению, поставляла серверы, персональные компьютеры и офисную технику, проектировала и монтировала локальные вычислительные сети и структурированные кабельные системы.
По направлению производства компьютерной техники (R-Style Computers) под торговой маркой «R-Style» компания выпускала персональные компьютеры, рабочие станции, мультимедиа-центры, системы хранения данных, терминальные станции, мобильные компьютеры, телекоммуникационные стойки. С июня 2013 года производство прекращено.
Подразделение R-Style Softlab разрабатывает прикладное программное обеспечение для банков и некоторых других отраслей. 
Также в структуре компании выделены «Учебный центр R-Style» (обучение информационным технологиям) и E-Style Software House — подразделение заказной разработки программного обеспечения.
В декабре 2012 года контрольный пакет в компании приобрёл Александр Клячин (владелец гостиницы «Метрополь» и сети гостиниц «Азимут»), сделка оценена в сумму около $100 млн. До этого основными акционерами были основатели — Вячеслав Рудников и Василий Васин, по состоянию на 2008 год владевшие долями 53 % и 12,62 % соответственно.
В 2014 году в офисе компании на улице Пришвина прошли обыски, по 159-й статье УК РФ (мошенничество) был обвинен основатель компании Вячеслав Рудников. По данным следствия, в 2010 году сам Вячеслав Рудников и Александр Фомченков обманным путём приобрели 80% уставного капитала ООО «КС-Траст», стоимость которого составляет не менее 660 884 800 рублей. Данным действием В.Рудников и А.Фомченков нанесли вред зарубежным инвесторам. Расследование в отношении В.Рудникова в 2015 году было передано в суд, экс-глава R-Style находится под подпиской о невыезде, ему грозит до 7,5 лет лишения свободы. По состоянию на 2022 год уголовное дело все еще не закрыто, Вячеслав Рудников пытается добиться полной реабилитации, по версии защиты, уголовное дело было сфабриковано с целью проведения рейдерского захвата. Компания R-Style была ликвидирована в 2015 году, тогда же перестал обновляться старый сайт компании.

## R-Style Softlab
В 1994 году из отдела программных разработок R-Style была выделена компания R-Style Softlab. На тот момент в продуктовой линейке компании была автоматизированная банковская система RS-Bank, позже добавились сервисы для ДБО (RS-interbank), хранения данных (RS-Datahouse), платформа для обмена с государственными информационными системами (RS-connect) и другие.
В 1994 году был создан язык-интерпретатор RSL для поддержки собственных программных продуктов.
В 2013 году польская компания Asseco Poland, специализирующаяся на автоматизации финансовых организаций, выкупила контрольный пакет акций R-Style Softlab.
В 2021 году владельцем компании стал Наум Бабаев, совладелец агрохолдинга «Дамате».
В 2022 году R-Style Sofltab вошла в группу Россельхозбанка.